# Vissarion Mefodijevič Selinin
Svatý Vissarion Mefodijevič Selinin (22. listopadujul./ 4. prosince 1876greg. – 18. dubnajul./ 1. května 1918greg., Urdžar) byl ruský jerej Ruské pravoslavné církve a mučedník.

## Život
Narodil se 22. listopadu 1876 v rodině kněze ve vesnici Iudina ve Vladimirské gubernii.
Dokončil dvě třídy Vladimirského duchovního semináře a roku 1896 se stal psalomščikem (žalmista) ve vladimirské eparchii.
Dne 31. ledna 1898 se stal psalomščikem v chrámu svatého Eliáše ve stanici Pesčanskoje v Pavlodarském ujezdu omské eparchie.
Dne 10. února 1902 byl rukopoložen na diakona a stále soužil v chrámu svatého Eliáše.
Roku 1905 byl převeden jako psalomščik do chrámu svatých mučedníků Flora a Lavra ve městě Pavlodar.
Dne 17. prosince 1906 byl rukopoložen na jereje. Stal se knězem chrámu svatého proroka Eliáše ve vesnici Ilinskoje (dnes Ilinka v Ťumenské oblasti). Před vysvěcením se oženil a vychoval dvě děti.
Dne 31. března 1910 přešel do jurisdikce turkestánské eparchie a začal sloužit v chrámu ve vesnici Gerasimovka v Lepsinském ujezdu. Od roku 1911 sloužil ve vesnici Ivanovskoje stejného ujezdu.
Roku 1916 byl jmenován k těm chrámu svatého proroka Eliáše ve vesnici Urdžar a blagočinným chramů Urdžarského okruhu.
Dne 1. května 1918 byl během střetu mezi církevním průvodem a prvomájovou demonstrací rozsekán šavlemi.
Je pohřben v chrámu svatého proroka Eliáše v Urdžaru ve východním Kazachstánu.

## Kanonizace
Dne 20. srpna 2000 jej Ruská pravoslavná církev svatořečila jako mučedníka a byl zařazen mezi Sbor všech novomučedníků a vyznavačů ruských.
Jeho svátek je připomínán 1. května (18. dubna – juliánský kalendář).